# Trésor de Ledringhem

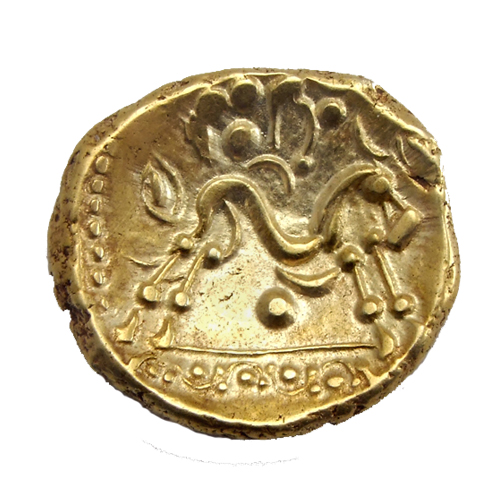
Statère ambien en or avec un cheval "celtisé".

Le Trésor de Ledringhem est un important trésor de monnaies gauloises découvert fortuitement en 1852 dans la cour d'une ferme de Ledringhem (Département du Nord).
La découverte a fait l’objet d’une publication en 1875-1876 par Jérémie Landron dans les Mémoires de la société dunkerquoise. Il y est précisé que les renseignements historiques lui ont été fournis par Edmond-Louis Blomme, instituteur au village à l’époque des faits.

## Circonstances de la découverte
Alors qu'ils récuraient le fond d'une fosse à fumier dans une ferme du village, deux ouvriers brisent un vase en terre cuite et découvrent un important amas de petites pièces en or. L'apparence des pièces et leur type inconnu ne leur permet pas de comprendre sur le moment la valeur de leur découverte.

## Dispersion de la trouvaille
Le pot brisé n'est pas conservé. Les deux ouvriers gardent la découverte secrète et s'approprient toutes les pièces dont le nombre estimé est de 35 642. Toutefois, il n'existe pas de certitudes sur la composition exacte du trésor, du fait qu'il n'a pas été déclaré immédiatement et qu'un grand nombre de pièces a été vendu avant que la science puisse s'emparer du sujet.

## Composition du trésor
En 1856, Louis Cousin publie une notice dans les ''Mémoires de la Société dunkerquoise pour l'encouragement des sciences, des lettres et des arts, qui indique : « trois cents pièces d'or des époques gauloise et gallo-romaine, pièces parmi lesquelles plus de 10 variétés différentes dont quelques-unes inconnues jusque là ».
Plus tard, Jérémie Landron (1840-1904), un pharmacien local, fait une étude de la composition métallique d'une des pièces du trésor. Il en déduit que la pièce analysée contient 80% de métaux précieux (45% d'or et 35% d'argent) et 20% de cuivre. Il publie ses résultats en 1875. Il mentionne des pièces de couleur rouges qui ont été connues localement sous le nom de boutons de Ledringhem. Il suppose qu'elles sont faites de billon, un alliage de cuivre, zinc et argent.
Selon P. Leclerc, qui publie en 1978 une notice dans la Revue du Nord, il s'agit de statères (de type morins, de classe IV et VI, de type nerviens avec l'inscription "VIROS" et de type ambiens) .

## Interprétation historique
En 55 av. J.-C., lors de la Guerre des Gaules, César, est de retour de Bretagne (Britannia, nom latin de la Grande-Bretagne) où il a soumis les Bretons. 
Cependant, deux navires, qui ont dérivé, abordent le continent plus loin que le gros de l'armée et sont pris à partie par une troupe de Morins. Les Gaulois belges sont battus et César envoie Labienus, avec les légions ramenées de Bretagne, pour châtier leur nation. Labienus réussit à les soumettre. 

L'anéantissement de la nation des Morins serait donc la raison de la découverte du trésor de Ledringhem, qui n'aurait jamais été récupéré par ses propriétaires.
Les Ménapes, eux, échappent aux Romains de Quintus Titurius et Lucius Cotta. L'armée romaine prend ses quartiers d'hiver chez les Belges. Après la conquête des Gaules, César transforme les territoires conquis en provinces romaines. Les Ménapiens deviennent le tribu contrôlant la zone du Houtland après la disparition des Morins.
Pour Simone Scheers (dans la deuxième partie du Traité de numismatique celtique, sous la direction de Jean-Baptiste Colbert de Beaulieu), il s'agit du trésor d'une armée essentiellement nervienne.